# الغزو الإنجليزي لإسكتلندا 1400
الغزو الإنجليزي لاسكتلندا (1400) كان الغزو الإنكليزي لاسكتلندا في أغسطس 1400 أول حملة عسكرية قام بها هنري الرابع من إنجلترا بعد إطاحة الملك السابق (ابن عمه ريتشارد الثاني).
كان هنري الرابع يريد قيام حملة على وجه السرعة للدفاع عن الحدود الأنجلو الاسكتلندية، والتغلب على إرث الإسكتلندي بعد الحملات العسكرية الفاشلة.
تم تجميع جيش كبير ببطء وسار في اسكتلندا. ولم يكن هناك معركة ضارية، فقام الملك بمحاصرة عاصمة اسكتلندا، ادنبره. غادر جيش هنري في نهاية الصيف بعد إقامة قصيرة فقط، معظمها كانت في مخيم بالقرب من ادنبره حيث يمكن الحفاظ على اتصال مع أسطول الإمداد. وفي نهاية المطاف لم تنجح الحملة، وهي تعتير حملة تاريخية ملحوظة لكونها الحملة الأخيرة التي قادها ملك إنجليزي على التربة الاسكتلندية

## الخلفية

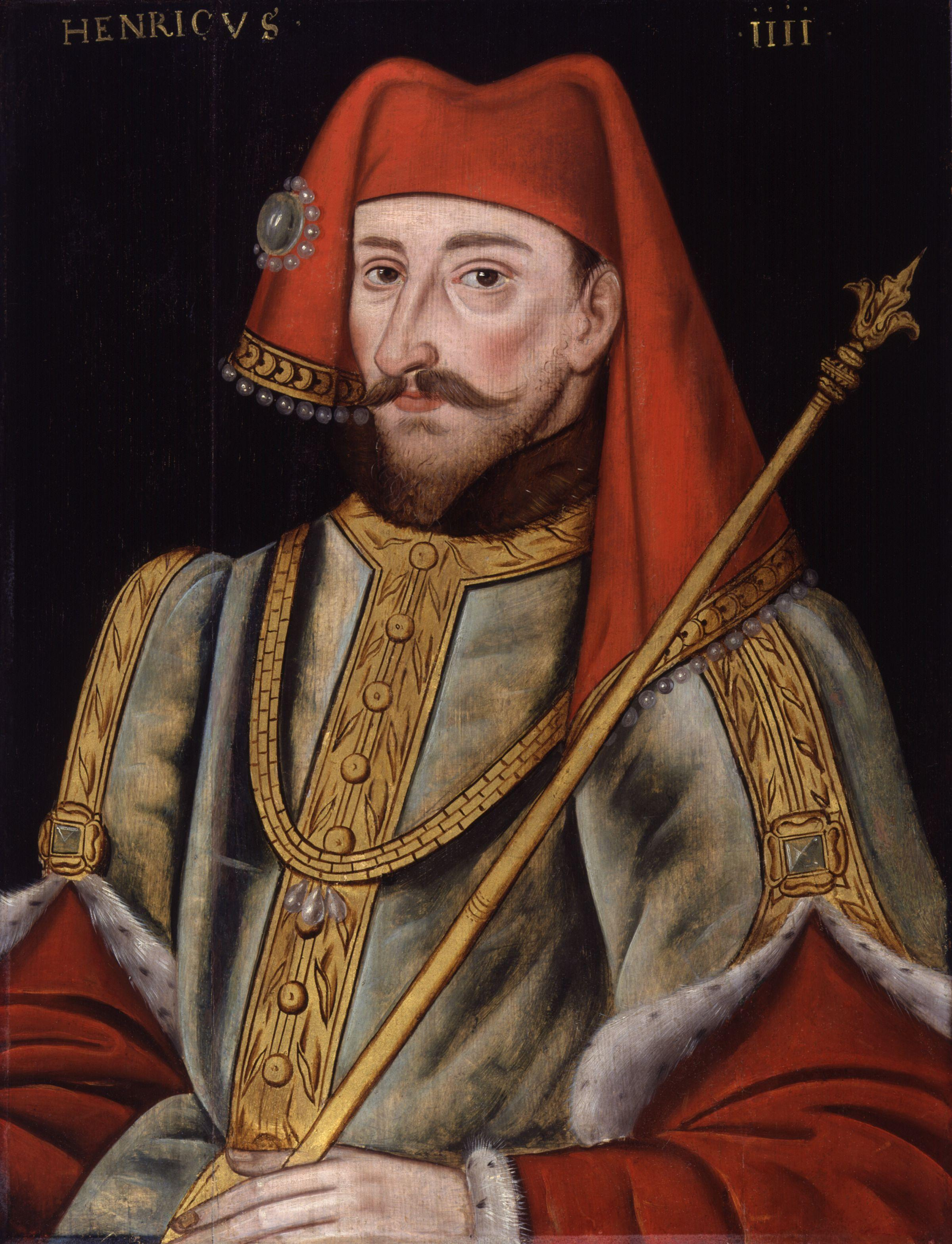
رسمة هنري الخامس ملك إنجلترا (رسمت بين 1597-1618)

على الرغم من أن الحرب مع اسكتلندا قد بدأت في حكم إدوارد الأول، كانت الغارات عبر الحدود والقتال هي القاعدة في العلاقات الأنجلو-اسكتلندية منذ السبعينات من القرن التاسع عشر، بشكل عام في شكل توغل اسكتلندي على الحدود وحاولت القوات الإنجليزية صدها. وفي نهاية المطاف تم إخلاء ريتشارد الثاني في ثورة 1399، ووفرت فرصة أخرى لاسكتلندا لإستعادة الأرض بين نهر تويد وسولواي فيرث. وكما قال المؤرخ كريس جيفن-ويلسون: «كان ارتباك إنجلترا هو فرصة اسكتلندا» وفي مايو 1399 دمرت قلعة وارك بغارة اسكتلندية. ثم بدأ الغزو التخطيط له في أقرب وقت ممكن عندما أخذ هنري العرش
قام ملوك إنجلترا الجدد بإطلاق معسكرات في بداية عهدهم. حيث قام إدوارد الثالث في فعل ذلك في نفس العام الذي بدأ فيه حكمه؛ وريتشارد الثاني فعل ذلك على الفور، وهنري الخامس قام بذلك في غضون ثلاث سنوات. وقد تم تلخيص هذه الحملات بأنها «فرض الإرادة الملكية واختبار الولاء نحو نظام تم إنشاؤه حديثا» وكذلك للأهداف الاستراتيجية المحددة. على الرغم من أنه قد اقترح أن هنري «يأمل في الحفاظ على علاقات سلمية» مع الاسكتلنديين، فإن عناصر من النبلاء الإنجليز لم يكونوا على استعداد لضربة وقائية، فرأى بيرسيس - إيرل نورثمبرلاند وابنه هنري بيرسي (المعروفان باسم «هوتسبر») - اللذان كانا حراس الشرق والغرب مارسا حربًا اسكتلندية كفرصة لتدعيم سلالاتهم. وفي الواقع يعتقد بعض المعاصرين أن الغزو كان فعلياً من قبلهم. ولكن اضطر الملك إلى إنكاره شخصيا في برلمان 13 نوفمبر / تشرين الثاني. وقد اقترح آل براون أن هذا يدل على المصلحة الشخصية التي شعر بها الملك في هذه القضية. في نفس الوقت تقريباً تلقى هنري رسالة من الملك الإسكتلندي الذي كان يشير ان الدوق هنري لانكستر بدلا من ملك انكلترا قد قام بتغذية الحماس العسكري نحو اسكتلندا
ربما الأكثر إقناعا لهنري من رغبات النبلاء في الشمال هي الانقسامات المرئية داخل النبلاء الاسكتلنديين. كان جورج دنبار قد شعر بأنه خدع من قبل اسكتلندا وإيرل دوغلاس ناشد هنري الرابع للحصول على المساعدة. كان معروف دنبار بأنه «أحد أرقى جنود عصره وحتى الآن عدوه لا يوجد له مكان»، وسافر دنبار إلى لندن وتعهد بالولاء لهنري الرابع. عندما غزا هنري اسكتلندا رافقه دنبار. دنبار لم يكن مجرد مثال على الانقسامات داخل النبلاء الاسكتلنديين، ولكن واحد من أكبر القادة العسكريين الاسكتلنديين

## الحملة

شعار أسلحة جورج دونبار، إيرل أوف مارش

على الرغم من أن هنري قد أعلن عن خططه في البرلمان في 13 نوفمبر / تشرين الثاني، إلا أنه لم يحاول شن حملة، لكنه استمر في عقد مفاوضات «حيث قبل شن الحملة كان يجب أن يشعر بأن الاسكتلنديين مزعجين للغاية». وفي الوقت نفسه يبدو أن مجلس العموم لم يكن حريصا على الحرب المقبلة، وبما أن البذخ كان شكوى رئيسية ضد سلف هنري، كان هنري على الأرجح مقيدا في طلب إعانة. في هذه المرحلة كان من الواضح أن البرلمان لا يزال يعارض حرب اسكتلندية، وربما كان يعتقد أن الغزو الفرنسي المحتمل هو القضية الحتمية. في يونيو 1400 استدعى الملك دوقية من لانكستر ليتم حشدهم في يورك  عند هذه النقطة، بدا الغزو واضح للجميع، حاول الاسكتلنديون إعادة فتح المفاوضات. على الرغم من وصول السفراء الاسكتلنديين إلى يورك للقاء الملك في 26 يونيو، وعادوا إلى اسكتلندا في غضون أسبوعين
وعلى الرغم من استدعاء الجيش للتجمع في يورك في 24 يونيو، إلا أنه لم يقترب من اسكتلندا حتى منتصف أغسطس. ويرجع ذلك إلى الوصول التدريجي لإمدادات الجيش (في بعض الحالات، مع الكثير من التأخير - خيام الملك الخاصة، على سبيل المثال، لم يتم إرسالها من وستمنستر إلى منتصف الطريق حتى يوليو). يشير براون إلى أن هنري كان على علم تام بالتأخيرات التي قد تسببها هذه الاستعدادات للحملة. وفي وقت ما قبل مغادرة الجيش إلى اسكتلندا، التقى حشد من إنجلترا، مثل: هنري بيرس ورالف نيفيل وستمورلاند. ثم دفع كل فرد من الزعماء الحاضرين دفعة واحدة لتوزيعها في وقت لاحق على الأجور للقوات، مثل: السلاح والرماة والقبطان والقادة غادر الجيش يورك في 25 يوليو / تموز ووصل إلى نيوكاسل أبون تاين بعد أربعة أيام؛ كان يعاني من نقص في الإمدادات، وخاصة الأغذية، التي كان لا بد من طلب المزيد منها قبل مغادرة نيويورك. ومع تقدم الحملة، أدى سوء الاحوال الجوية إلى تفاقم مشكلة نقص المواد الغذائية
ويقدر أن جيش هنري كان حوالي 13000 رجل، من بينهم 800 رجل في السلاح و 2000 رجل من الرماة أتوا مباشرة من الأسرة الملكية. تعتبر هذه الحملة «واحدة من أكبر الحملات التي أثيرت في انكلترا في أواخر القرون الوسطى». ويلاحظ براون أنه الجيش كان أصغر من الجيش الضخم الذي تم تجميعه في سنة 1345 (معركة كريسي)، وكان أكبر من الجيوش التي تم حشدها لفرنسا في باقي حروب المئة عام كما قام الأسطول الإنجليزي بدوريات في الساحل الشرقي لاسكتلندا من أجل محاصرة التجارة الاسكتلندية وإعادة تزويد الجيش عند الحاجة. وقد أرسلت ثلاث قوافل على الأقل من لندن وهامبر، وأولها سلمت 100 طن من الدقيق وعشرة أطنان من الملح إلى جيش هنري في اسكتلندا
عبر هنري الحدود في منتصف أغسطس. وقد لاحظت ويلسون-ويلسون الرعاية التي اتخذها هنري بعدم خداع أو نهب الريف في مسيرته من خلال بيروكشير ولوثيان. وكان هذا في تناقض ملحوظ مع الحملات السابقة، ويقارن جيفن-ويلسون على وجه التحديد «الدمار دمر» في هذه الحملة الأخيرة، من قبل ريتشارد الثاني في 1385. وهذا يضع سبب وجود الجيش الإنجليزي، حيث كانت أراضيهم. وقد اقترح براون الملك «حملة عقابية» إما بمواجهة أو أن يقوم الاسكتلنديون بالتفاوض. في هذه الحالة لم يقدموا أي مقاومة عندما سار الجيش الإنجليزي عبر هادينجتون
ومع ذلك جيش هنري لم يتقدم أكثر من منطقة ليث. حيث يستطيع الجيش هناك أن يبقي على اتصال مع الأسطول الداعم. أخذ هنري اهتماما شخصياً بقوافله، في مرحلة ما حتى ولو كان يواجه صيادين اسكتلنديين. ومع ذلك لم يحاصر هنري قط قلعة ادنبره حيث كان دوق روثساي متخلفا عن الحرب. يقول براون إن حملة هنري قد خفضت إلى «حرب كلامية» بحلول 29 أغسطس / آب، عاد الجيش الإنجليزي إلى الجانب الآخر من الحدود

## بعد الحملة
وصف جون سادلر هذه الحملة بأنها «مثل الكثير من أسلافها، تفشل في تحقيق أي نتائج هامة» لا إجبار للاسكتلنديين على ساحة المعركة ولا تحقيق أي مكاسب إقليمية كبيرة. كما وصف براون الحملة بأنها «غير مجدية تماما». وقد أعطى سادلر النجاح الإسكتلندي جزئيا إلى اعتمادها على إستراتيجية فابيان لتبريد القوات الإنجليزية مع تجنب المواجهة المباشرة. وقد أدان المراقبون المعاصرون حملة هنري الباهتة، حيث قال آدم أوف أوسك، وهو من الويلزي، إن الأسكتلنديين أضروا المزيد من الأضرار التي لحقت بالإنكليزية أكثر مما فعلوا لهم. وبالمثل، اقترح سكوتيكرونيكون أن ''لا شيء يستحق الذكرى تم'' من قبل أعدائهم
وكان الملك «عاجزاً عن المال» في فبراير / شباط، قبل أن تبدأ الحملة؛ بحلول الوقت الذي انتهى فيه كان قد خسر كثيراً. كلفت الحملة ما لا يقل عن 10,000 جنيه استرليني، لكنها لم تسفر عن شيء في الغنائم أو الفدية. كان هنري لا يزال بحاجة لدفع أجور جيشه - كانت أجور البحارة التجاريين وحدها 500 جنيه استرليني - ومع التاج الآن بضعة آلاف من الجنيهات في الديون، استدعى البرلمان إلى يورك. قبل أن يتم حل أي من الشؤون المالية أو البرلمان، حملة هنري الرابع في اسكتلندا في يونيو 1400 كانت آخر حملة بقيادة ملك إنجليزي على اسكتلندا